# Pseudopanurgus bakeri
Pseudopanurgus bakeri là một loài Hymenoptera trong họ Andrenidae. Loài này được Cockerell mô tả khoa học năm 1896.